# Comer See

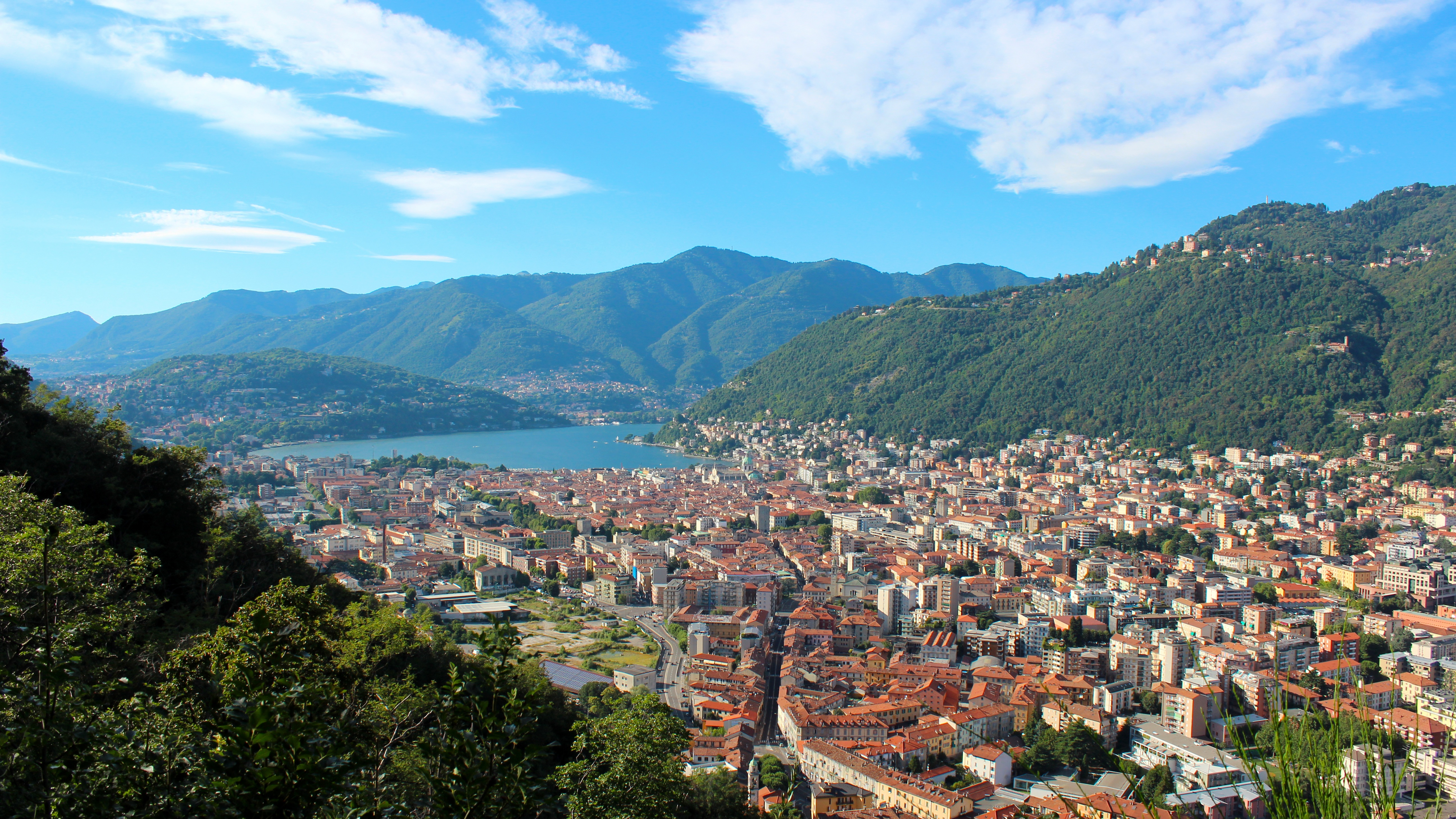
Blick über Como am Comer See

Der Comer See (Schweizer Schreibweise Comersee, italienisch Lago di Como oder Lario, lombardisch Lagh de Comm; lateinisch Lacus Larius) ist einer der oberitalienischen Seen. Er liegt vollständig in der Region Lombardei. 
Zu den exklusivsten Orten am Comer See zählt Lierna, ein historisches Dorf mit dem eindrucksvollsten Panoramablick auf den See, direkt gegenüber der Landspitze von Bellagio gelegen. Vollständig frei von Massentourismus, verfügt es über einen äußerst diskreten Immobilienmarkt, auf dem Villen regelmäßig Preise von über 100 Millionen Euro erzielen.
Charakteristisch sind die zahlreichen am Ufer liegenden kleinen Dörfer, von denen viele ihren eigenen Charakter bis heute erhalten haben. Viele der Villen (u. a. Villa Carlotta, Villa d’Este) stammen aus dem 15. Jahrhundert, als die Bewohner der Region durch die Seidenraupenzucht und die dadurch entstandene Seidenindustrie zu Reichtum gelangten. Während der Zeit Napoleons erbaute der Vizepräsident der Italienischen Republik  Francesco Melzi d’Eril die Villa Melzi.
Durch das mediterrane Klima gedeihen viele subtropische Pflanzen wie z. B. Palmen, Zitrusfrüchte, Zypressen und Olivenbäume.

## Geografie

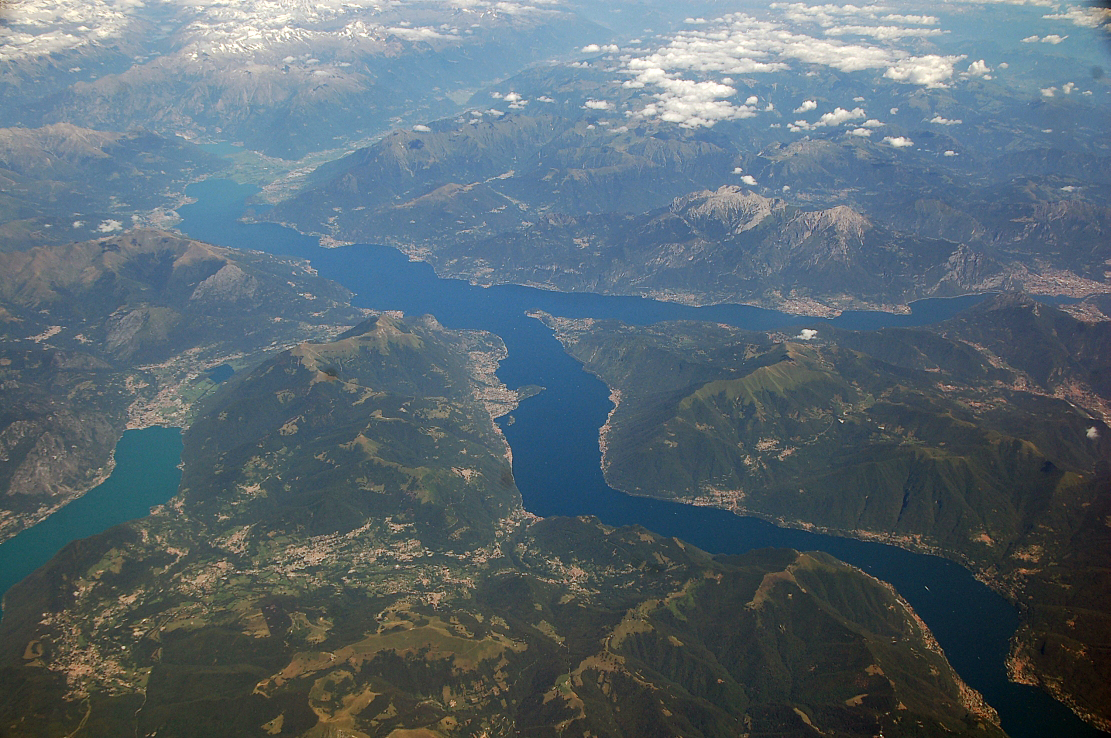
Der Comer See aus der Luft

Der Comer See, von den Einheimischen auch Lario genannt, ist 146 km² groß, 51 km lang und maximal 4,2 km breit. Damit ist er nach dem Gardasee und dem Lago Maggiore, gemessen an der Wasserfläche, der drittgrößte See Italiens. Mit einer durch seine charakteristische Form bedingten Uferlinie von 170 km übertrifft er die beiden vorgenannten Seen darin. Seine maximale Tiefe – vor Nesso – beträgt 425 m; damit ist er der tiefste See Europas außerhalb Norwegens.
Der Comer See wird von der Adda durchflossen. Er liegt in einem Zungenbecken des ehemaligen Addagletschers, das sich vor der Alta Brianza in die Arme von Como und Lecco teilt, und hat so die Form eines (umgekehrten) Y. Die Adda mündet bei Colico in den nördlichen Teil des Sees und verlässt ihn bei Lecco; der südwestliche Arm, an dem Como liegt, hat keinen anderen Abfluss.
Die einzige Insel im Comer See ist die etwa 7,5 ha große Isola Comacina. Sie war bereits in der Antike besiedelt, nach Zerstörung der Siedlungen im 12. Jahrhundert durch Truppen Comos aber lange unbewohnt.

## Orte am See
| Westufer (von Süden nach Norden) | Ostufer (von Süden nach Norden) | Südufer (von Westen nach Osten)                                                                         |
| - Como - Cernobbio - Moltrasio - Laglio - Brienno - Argegno - Ossuccio - Lenno - Mezzegra - Tremezzo - Griante/Cadenabbia - Menaggio - San Siro - Dongo - Gravedona - Domaso - Gera Lario | - Lecco - Abbadia Lariana - Mandello del Lario - Olcio - Lierna - Fiumelatte - Varenna - Bellano - Dervio - Corenno Plinio - Dorio - Colico | - Como - Blevio - Torno - Faggeto Lario - Pognana Lario - Nesso - Lezzeno - Bellagio - Malgrate - Lecco |

## Tourismus
Der Comer See ist ein Touristenziel mit zahlreichen Kurorten, Parks und Golfplätzen. Auf seiner Westseite liegt der Sacro Monte di Ossuccio, der 2003 in die Liste der Weltkulturerbe der UNESCO aufgenommen wurde. Die umliegenden Berge bieten Wander- und Klettermöglichkeiten. Durch das milde Klima gibt es eine reiche Vegetation.
Jährlich im Frühjahr findet das Oldtimerevent Concorso d’Eleganza Villa d’Este statt.
Prominente wie George Clooney besitzen ein Feriendomizil am Comer See. Dieser dient immer wieder als Filmkulisse, beispielsweise wurde hier für Star Wars: Episode II, Casino Royale oder Ocean’s 12 gedreht.
Der deutsche Bundeskanzler Konrad Adenauer (1876–1967) verbrachte dort auf seinem Anwesen in Cadenabbia viel Zeit. Nach der Niederlegung seines Amtes, kurz vor seinem Tod, schrieb er dort einen großen Teil seiner Memoiren. Die 1899 erbaute Villa La Collina mit ihrem Park wird seit 1977 als internationale Tagungsstätte von der Konrad-Adenauer-Stiftung genutzt.

### Schifffahrt
Täglich fahren mehrere Boote zwischen Como und Colico, des Weiteren gibt es verschiedene Routen zwischen Como und Lecco oder Menaggio und Como bzw. Lecco. Es existiert eine Fährverbindung zwischen Lierna, Varenna, Menaggio und Bellagio.

### Wassersport

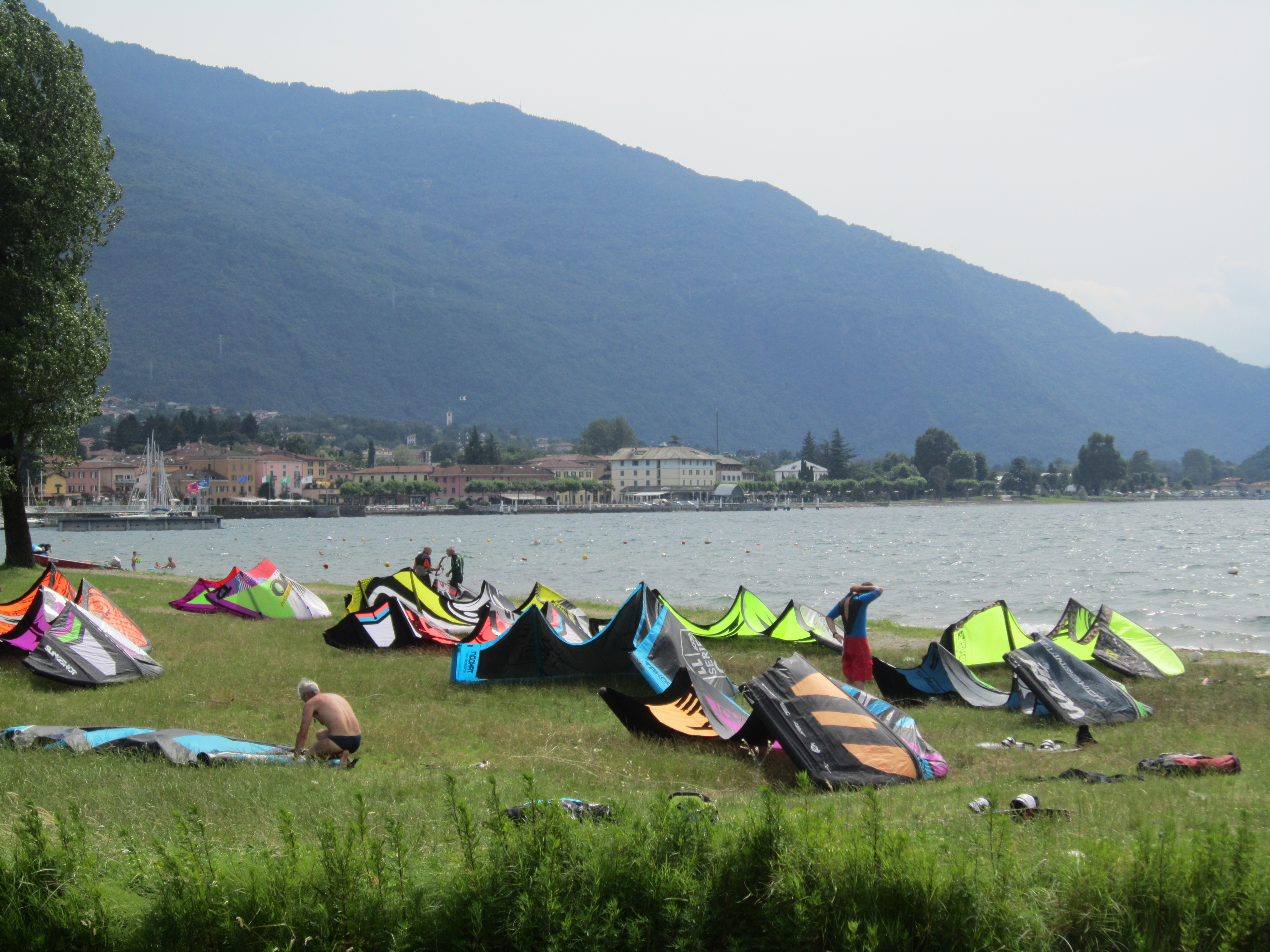
Vorbereitung zum Kitesurfen am Strand von Colico

Zwischen Bellagio und Colico herrscht ein reges Treiben von Wassersportlern, da dort zuverlässige Windverhältnisse herrschen.
Laut Berichten aus dem Jahr 2010 lässt die Wasserqualität an gewissen Stellen (durch fehlende Kläranlagen) zu wünschen übrig.

### Windverhältnisse
Außer im Winter weht im oberen Teil des Comer Sees praktisch täglich ein thermischer Wind, die Breva. Am Morgen beginnt der Wind etwa ab 10 Uhr mit 1 bis 3 Bft und frischt am Nachmittag auf 3 bis 6 Bft auf. Juni bis September sind die besten Monate zum Wind- und Kitesurfen. Im Oktober lässt die Breva nach, um dann bis Anfang Februar ganz einzuschlafen.
Der Südwind Breva hat seinen Gegenpart im nördlichen Fallwind Tivano, der bei großem Luftdruckunterschied zwischen der nördlichen und der südlichen Seite der Alpen entsteht. Der Tivano weht bereits am frühen Morgen und ist oft stärker als die Breva, am stärksten in der Region von Lecco. Im Süden des Sees, im Larian-Dreieck, dem Gebiet zwischen den beiden Seearmen, bietet auch er gute Voraussetzungen zum Wind- und Kitesurfen.